# 切哈努夫城堡

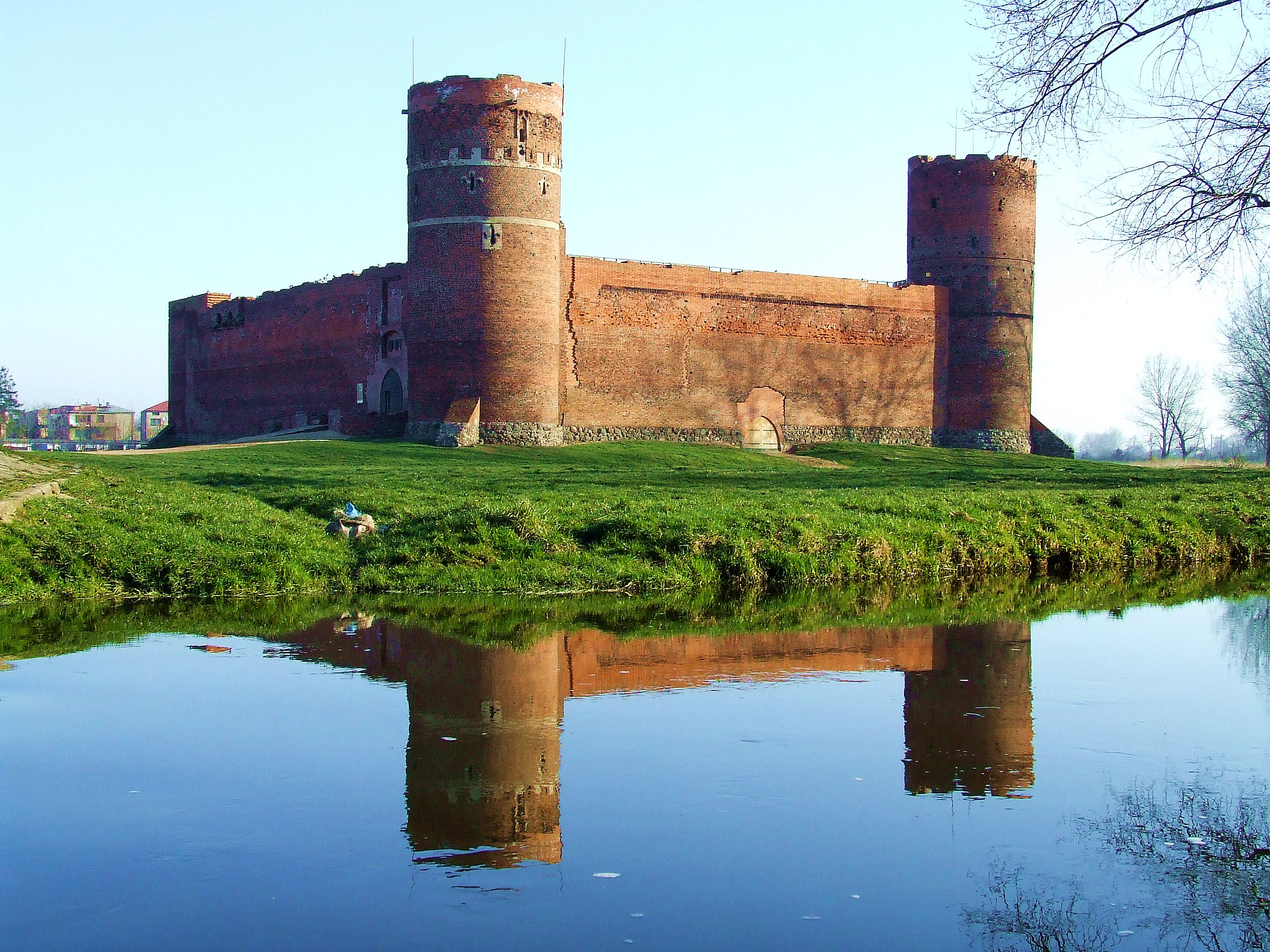
博博利采城堡

切哈努夫城堡，又稱馬佐夫舍公爵城堡（Castle of the Masovian Dukes）是波蘭的一座城堡，修建於14至15世紀時期。切哈努夫城堡位於波蘭馬佐夫舍省城市切哈努夫，現在是當地著名旅遊景點。